# Pteropus anetianus
Pteropus anetianus (Крилан вануатський) — вид рукокрилих, родини Криланових.

## Опис
Має великі, добре розвинені очі й витягнуті, овальні вуха.

## Поширення
Цей вид є ендеміком Вануату. Він є одним з видів низовини. Зазвичай заселяє мангрові ліси, болота і тропічні ліси, часто на невеликих островах.

## Поведінка
Може бути частково денним видом. Тварини взагалі проводять день в невеликих, тихих колоніях. Колонії часто використовуються в тому ж місця рік за роком, і вони як правило, розташовані на значній відстані від бажаних точок харчування. Вид споживає інжир, плоди хлібного дерева, кокос, а також деякі квіти. 

## Загрози
Вирубка лісів широко поширена в тропіках і становить серйозну загрозу для P. anetianus, тому що руйнує місця їжі й спочинку. P. anetianus є важливим харчовим продуктом для людей на Вануату. Важкі циклони, виверження вулканів і землетруси є регулярними подіями на Вануату, і є важливим джерелом природних порушень в лісі островів, іноді зачіпаючи цілих 30 відсотків лісового покриву на островах через кілька років. P. anetianus, ймовірно, буде все більше і більше страждати від зміни клімату.

## Охорона
Вид присутній у англ. Vatthe Conservation Area. Як і багато інших рукокрилих у родині Pteropodidae, то P. anetianus погано відома і виграє від обстежень та досліджень поширеності, чисельності та екології, а також різних загроз, які можуть виникнути. Захист лісів вважається одним з найвищих пріоритетів для захисту плодових рукокрилих. Первинні ліси є особливо важливим середовищем існування, і запобігання збезлісення в таких областях, повинно захищати багато видів лісів, в тому числі P. anetianus. Розробка довгострокової політики збереження і використання земель, спрямованих на збереження природних ресурсів і створення лісових запасів піде на користь рукокрилим та іншим диким тваринам.